# Sainte-Marguerite, Haute-Loire

Sainte-Marguerite este o comună în departamentul Haute-Loire, Franța. În 2009 avea o populație de 36 de locuitori.